# Gommecourt (Yvelines)
Pour l’article homonyme, voir Gommecourt (Pas-de-Calais).
Gommecourt est une commune du département des Yvelines, dans la région Île-de-France, en France, située à 20 km environ au nord-ouest de Mantes-la-Jolie.
La commune appartient au parc naturel régional du Vexin français ainsi qu'à la communauté de communes des Portes de l'Île-de-France.
Ses habitants sont appelés les Gommecourtois.

## Géographie

Localisation de Gommecourt dans les Yvelines.

### Localisation
Gommecourt est une commune riveraine de la Seine située sur la rive droite du fleuve, dans l'extrême nord-ouest des Yvelines, à la limite des départements de l'Eure et du Val-d'Oise, à 6 km au nord de Bonnières-sur-Seine, chef-lieu de canton, à 19 km environ au nord-ouest de Mantes-la-Jolie, sous-préfecture, et à 62 km environ au nord-ouest de Versailles, préfecture du département.
C'est la plus septentrionale des communes des Yvelines après Port-Villez.

### Communes limitrophes
La commune est limitrophe de Limetz-Villez à l'ouest, de Gasny et Sainte-Geneviève-lès-Gasny au nord (ces deux dernières communes appartiennent au département de l'Eure), de La Roche-Guyon (Val-d'Oise) à l'est et de Bennecourt au sud. Elle est séparée de Freneuse, au sud-est, par la Seine.

### Lieux-dits, écarts et quartiers
Outre le village principal, elle compte le hameau de Clachaloze, construit en bord de Seine au pied d'une falaise.

### Hydrographie
Gommecourt est arrosée par l'Epte qui marque la limite nord de la commune et dont un bras secondaire le Fossé du Marais traverse la commune

### Voies de communication et transports
Les communications routières sont assurées par la route D 200 qui relie Gommecourt à Limetz-Villez d'une part et à Gasny d'autre part. Des routes communales rejoignent les communes voisines de Bennecourt, La Roche-Guyon et Sainte-Geneviève-lès-Gasny.
Un sentier de grande randonnée, le GR 26, qui relie Paris à Rouen par la rive nord de la Seine, traverse la commune d'est en ouest.

### Occupation des sols simplifiée
Le territoire de la commune se compose en 2017 de 91,88 % d'espaces agricoles, forestiers et naturels, 2,62 % d'espaces ouverts artificialisés et 5,51 % d'espaces construits artificialisés.

### Climat
Pour des articles plus généraux, voir Climat de l'Île-de-France et Climat des Yvelines.
En 2010, le climat de la commune est de type climat océanique dégradé des plaines du Centre et du Nord, selon une étude du CNRS s'appuyant sur une série de données couvrant la période 1971-2000. En 2020, Météo-France publie une typologie des climats de la France métropolitaine dans laquelle la commune est exposée à un climat océanique et est dans la région climatique Sud-ouest du bassin Parisien, caractérisée par une faible pluviométrie, notamment au printemps (120 à 150 mm) et un hiver froid (3,5 °C).
Pour la période 1971-2000, la température annuelle moyenne est de 11 °C, avec une amplitude thermique annuelle de 14,5 °C. Le cumul annuel moyen de précipitations est de 689 mm, avec 10,8 jours de précipitations en janvier et 7,8 jours en juillet. Pour la période 1991-2020, la température moyenne annuelle observée sur la station météorologique la plus proche, située sur la commune de Magnanville à 14 km à vol d'oiseau, est de 11,6 °C et le cumul annuel moyen de précipitations est de 641,5 mm,. Pour l'avenir, les paramètres climatiques de la commune estimés pour 2050 selon différents scénarios d'émission de gaz à effet de serre sont consultables sur un site dédié publié par Météo-France en novembre 2022.

## Urbanisme

### Typologie
Au 1er janvier 2024, Gommecourt est catégorisée bourg rural, selon la nouvelle grille communale de densité à sept niveaux définie par l'Insee en 2022. Elle est située hors unité urbaine. Par ailleurs la commune fait partie de l'aire d'attraction de Paris, dont elle est une commune de la couronne,. Cette aire regroupe 1 929 communes,.

## Toponymie
Le nom de la localité est attesté sous les formes Comitis Castrum, Comitis villa, Gomericuria en 1337.
« La court (« ferme » ) de Godomar, de Gomerius, de Gundbod ».

## Histoire
- Site habité à l'époque néolithique.
- Ce territoire fut la propriété des La Rochefoucauld jusqu'à la Révolution.

Dans le cadre du siège de Gasny , le roi de France, fit ériger, en 1118, un château de surveillance sur le site de « Bellevue » en réponse à l'édification par Henri Ier Beauclerc du château de Malassis sur la commune actuelle de Sainte-Geneviève-lès-Gasny.

## Politique et administration

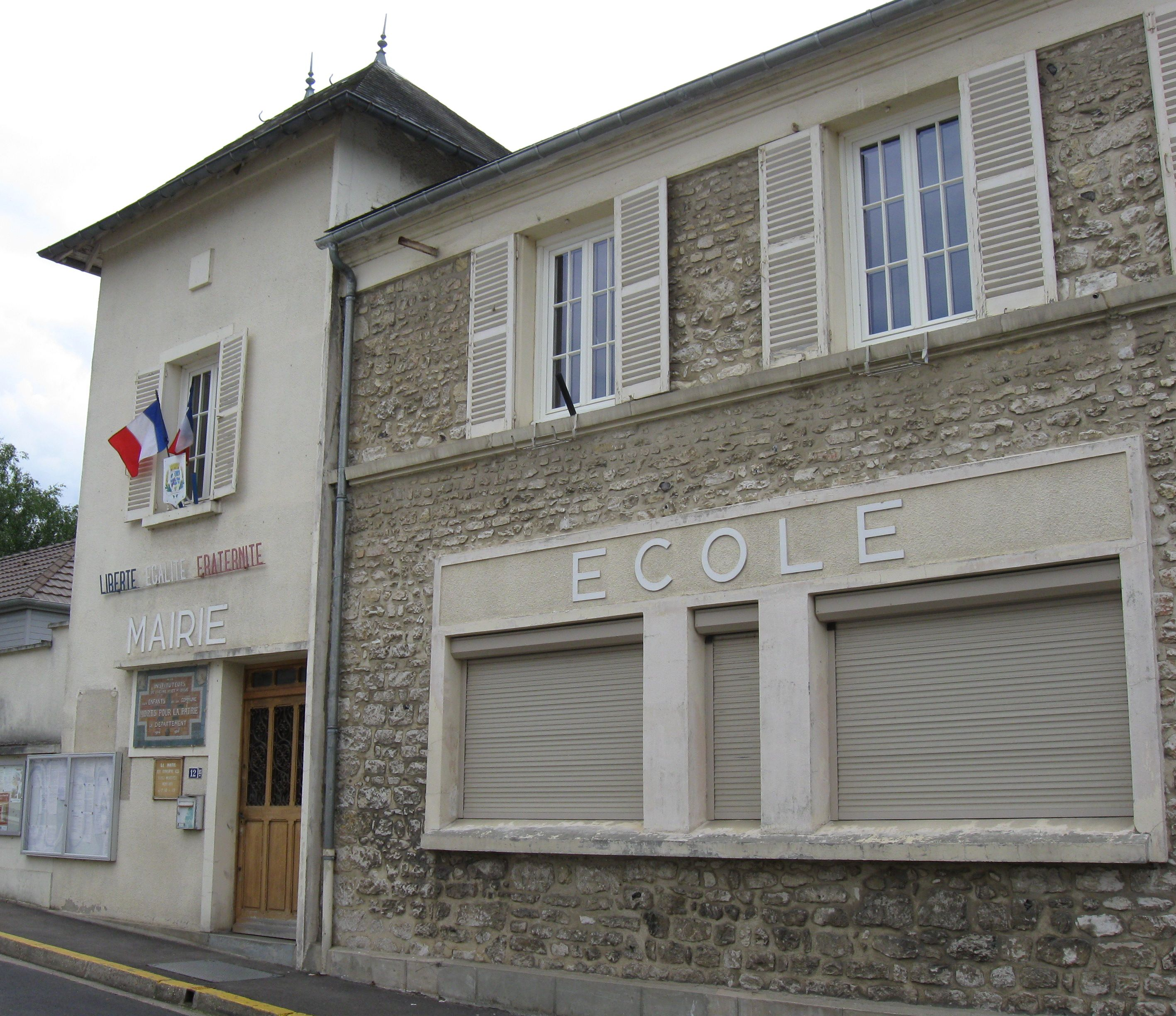
La mairie-école.

### Liste des maires
| Période                                  | Période   | Identité             | Étiquette | Qualité |
| ---------------------------------------- | --------- | -------------------- | --------- | ------- |
| Les données manquantes sont à compléter. |           |                      |           |         |
| mars 1977                                | mars 2001 | Jean-Pierre Philippe | PCF       |         |
| mars 2001                                | mai 2020  | Jacques Guérin       | SE        |         |
| mai 2020                                 | En cours  | Gérard Solaro        | SE        |         |

### Intercommunalité
Outre la communauté de communes et le parc naturel régional du Vexin français, Gommecourt adhère à six syndicats intercommunaux à vocations diverses : le « syndicat intercommunal à vocation scolaire de la région de Bonnières-sur-Seine » (Sivos), le « syndicat intercommunal des eaux de la région de Bonnières-sur-Seine », le « syndicat intercommunal et interdépartemental de la vallée de l'Epte », le « syndicat intercommunal et interdépartemental Seine-Epte » (balayeuse), le « syndicat des sapeurs-pompiers de la région de Bonnières-sur-Seine » et le « syndicat intercommunal d'électricité des vallées de la Vaucouleurs, de la Mauldre et de la Seine-aval » (Sivamasa).

### Instances judiciaires et administratives
La commune de Gommecourt appartient au canton de Bonnières-sur-Seine ainsi qu'à la communauté de communes des Portes de l'Île-de-France dont la ville centre est également Bonnières. Elle est aussi membre du parc naturel régional du Vexin français.
Le territoire communal est également inclus dans celui de l'opération d'intérêt national Seine-Aval.
Sur le plan électoral, la commune est rattachée à la neuvième circonscription des Yvelines, circonscription à dominante rurale du nord-ouest des Yvelines.
Sur le plan judiciaire, Gommecourt fait partie de la juridiction d’instance de Mantes-la-Jolie et, comme toutes les communes des Yvelines, dépend du tribunal de grande instance ainsi que de tribunal de commerce sis à Versailles,.

## Population et société

### Démographie

#### Évolution démographique
L'évolution du nombre d'habitants est connue à travers les recensements de la population effectués dans la commune depuis 1793. Pour les communes de moins de 10 000 habitants, une enquête de recensement portant sur toute la population est réalisée tous les cinq ans, les populations de référence des années intermédiaires étant quant à elles estimées par interpolation ou extrapolation. Pour la commune, le premier recensement exhaustif entrant dans le cadre du nouveau dispositif a été réalisé en 2006.

En 2022, la commune comptait 621 habitants, en évolution de −8 % par rapport à 2016 (Yvelines : +2,72 %, France hors Mayotte : +2,11 %).
| 1793 | 1800 | 1806 | 1821 | 1831 | 1836 | 1841 | 1846 | 1851 |
| ---- | ---- | ---- | ---- | ---- | ---- | ---- | ---- | ---- |
| 691  | 702  | 749  | 741  | 705  | 689  | 668  | 615  | 581  |

| 1856 | 1861 | 1866 | 1872 | 1876 | 1881 | 1886 | 1891 | 1896 |
| ---- | ---- | ---- | ---- | ---- | ---- | ---- | ---- | ---- |
| 540  | 552  | 523  | 511  | 488  | 451  | 454  | 447  | 438  |

| 1901 | 1906 | 1911 | 1921 | 1926 | 1931 | 1936 | 1946 | 1954 |
| ---- | ---- | ---- | ---- | ---- | ---- | ---- | ---- | ---- |
| 432  | 423  | 393  | 377  | 380  | 360  | 318  | 340  | 354  |

| 1962 | 1968 | 1975 | 1982 | 1990 | 1999 | 2006 | 2011 | 2016 |
| ---- | ---- | ---- | ---- | ---- | ---- | ---- | ---- | ---- |
| 394  | 376  | 405  | 454  | 559  | 567  | 636  | 666  | 675  |

| 2021 | 2022 | - | - | - | - | - | - | - |
| ---- | ---- | - | - | - | - | - | - | - |
| 639  | 621  | - | - | - | - | - | - | - |

#### Pyramide des âges
En 2018, le taux de personnes d'un âge inférieur à 30 ans s'élève à 35,1 %, soit en dessous de la moyenne départementale (38,0 %). À l'inverse, le taux de personnes d'âge supérieur à 60 ans est de 22,9 % la même année, alors qu'il est de 21,7 % au niveau départemental.
En 2018, la commune comptait 330 hommes pour 343 femmes, soit un taux de 50,97 % de femmes, légèrement inférieur au taux départemental (51,32 %).
Les pyramides des âges de la commune et du département s'établissent comme suit.
| Hommes | Classe d’âge | Femmes |
| ------ | ------------ | ------ |
| 0,0    | 90 ou +      | 1,2    |
| 5,2    | 75-89 ans    | 7,0    |
| 17,3   | 60-74 ans    | 15,2   |
| 25,4   | 45-59 ans    | 16,9   |
| 19,9   | 30-44 ans    | 21,8   |
| 10,6   | 15-29 ans    | 14,8   |
| 21,7   | 0-14 ans     | 23,2   |

| Hommes | Classe d’âge | Femmes |
| ------ | ------------ | ------ |
| 0,6    | 90 ou +      | 1,4    |
| 6      | 75-89 ans    | 7,8    |
| 13,5   | 60-74 ans    | 14,8   |
| 20,7   | 45-59 ans    | 20,1   |
| 19,6   | 30-44 ans    | 19,9   |
| 18,5   | 15-29 ans    | 16,8   |
| 21,2   | 0-14 ans     | 19,2   |

## Économie
- Exploitations agricoles.

## Culture locale et patrimoine

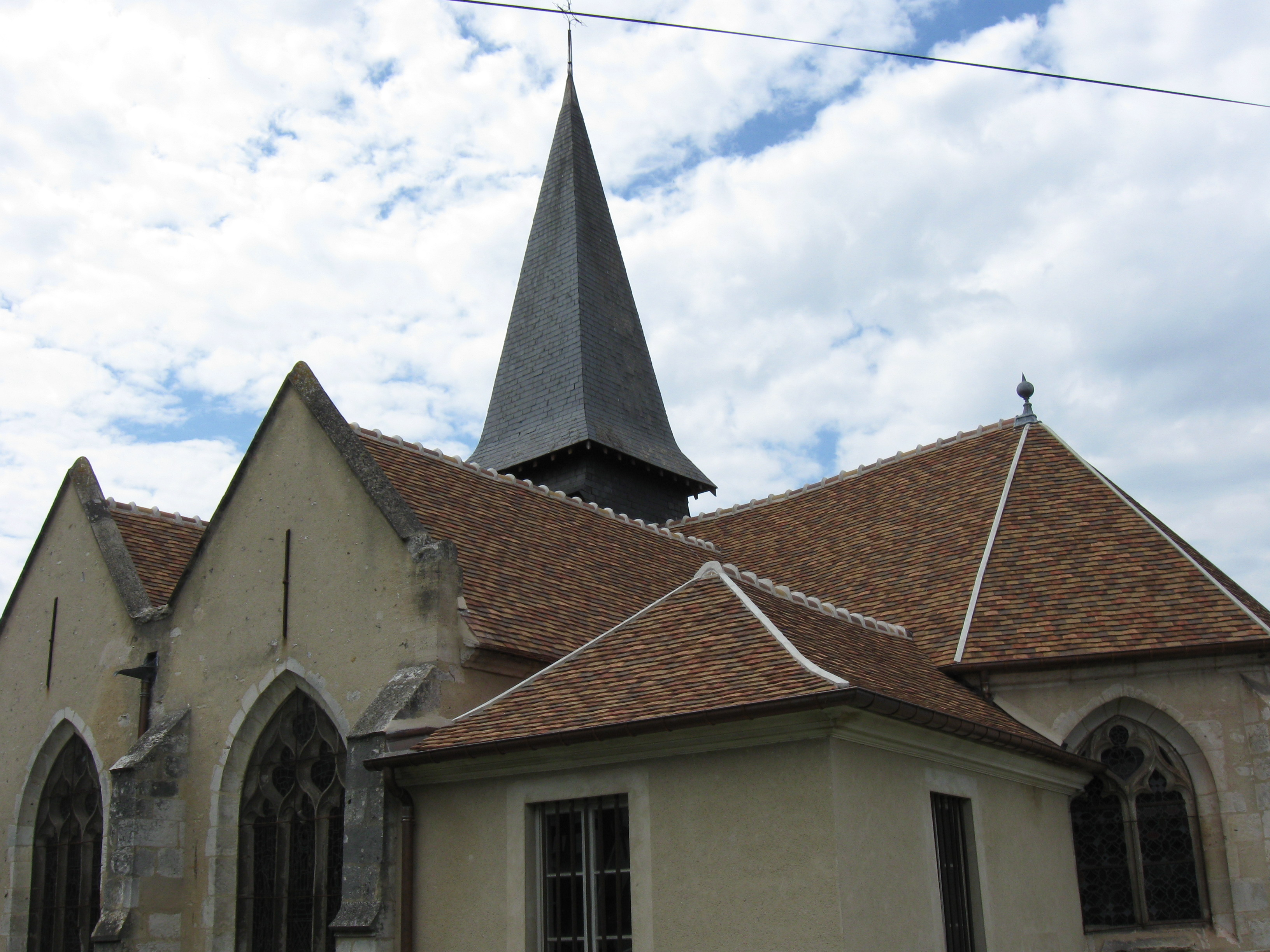
L'église Saint-Crépin-et-Saint-Crépinien.

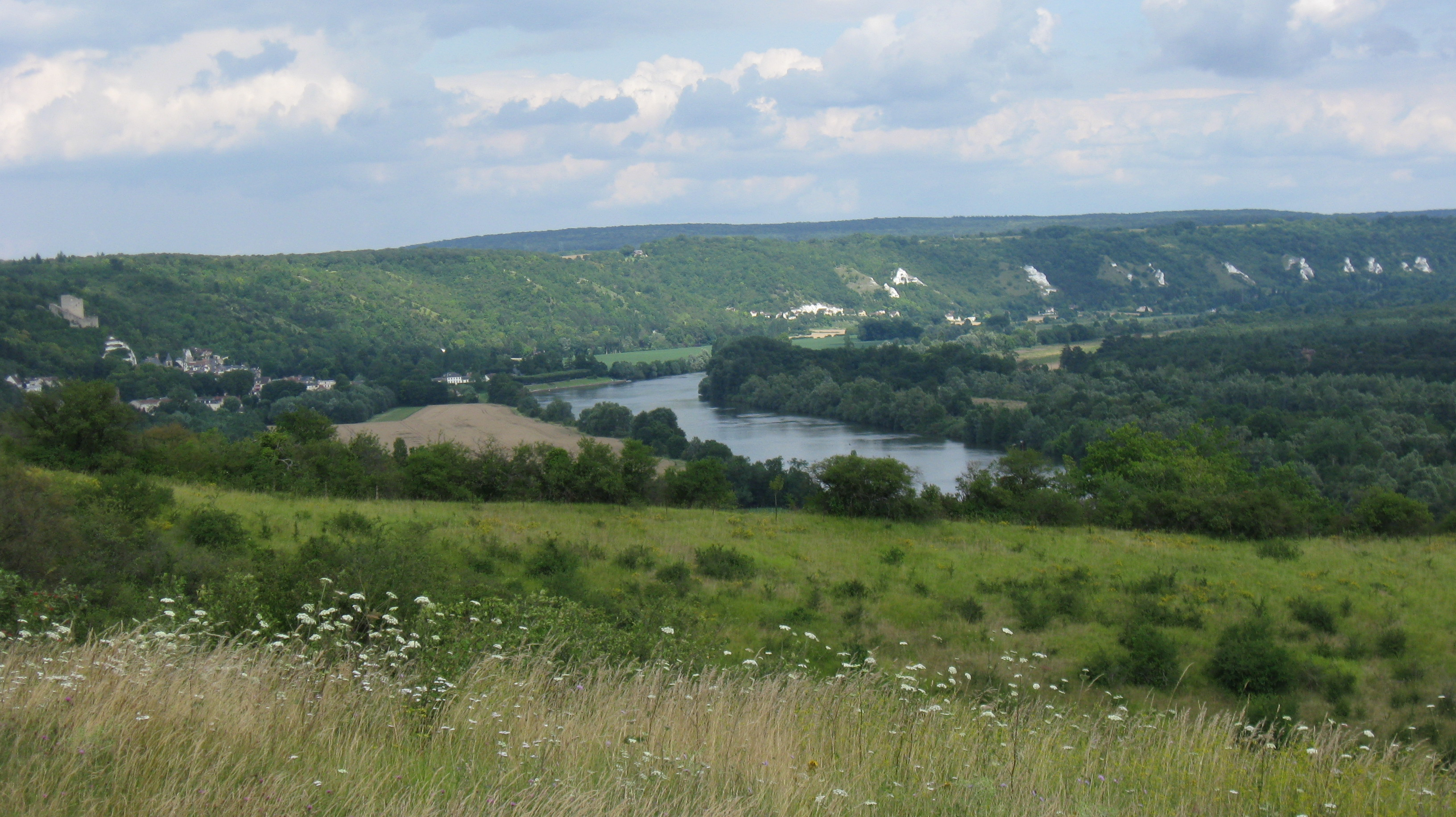
Vue de la réserve naturelle nationale des « Coteaux de la Seine ».

### Lieux et monuments
- Église sous le vocable de Saint-Crépin-et-Saint-Crépinien, XIIIe et XVIe siècles[30],[31].

### Patrimoine naturel
La réserve naturelle nationale des coteaux de la Seine (de Tripleval, commune de Bennecourt à Vétheuil), représentant environ 267 hectares incluse dans le site Natura 2000 des « Coteaux et Boucles de la Seine » de 1 417 hectares (code FR1100797, s'étend en partie sur la commune de Gommecourt).
Il s'agit de coteaux calcaires exposés au sud dans la concavité d'un méandre de la Seine sur lesquelles on trouve une flore thermophile d'affinité méditerranéenne et une végétation d'éboulis calcaires.
Parmi les espèces animales présentes figure l'Euplagia quadripunctaria (écaille chinée), papillon inscrit parmi les espèces d'intérêt communautaire dans l'annexe II de la directive habitats.

### Héraldique
| Blason de Gommecourt (Yvelines) | Blason  | Parti, au premier d'argent et au second d'or au chef d'azur, aux deux fasces ondées du même brochant sur la partition, surmontées d'un fer de moulin parti de sable et d'or, adextré d'une grappe de raisin d'azur feuillée d'une pièce de sinople à demi-couverte par la grappe et senestré d'une autre grappe de raisin d'or, soutenues d'un bouquet de trois roseaux-massues de sable, en pal et en chevron renversé, feuillés de deux pièces de sinople, mouvant de la pointe, au chevronnel écimé parti de gueules et d'argent brochant sur le tout.                                             |
| Blason de Gommecourt (Yvelines) | Détails | Le parti symbolise les deux versants de la commune et les deux fasces d'azur les deux cours d'eau, Seine et Epte. Le chevron évoque la famille des La Rochefoucauld et les grappes, l'anille et les roseaux divers aspects de la vie ancienne de la commune. Ornements extérieurs : le blason est surmonté d'une couronne murale d'or à trois tours, crénelées, ouvertes et maçonnées de sable. Il est entouré de deux épis de blé au naturel et soutenu d'un listel d'argent portant l'inscription « Gommecourt - Clachaloze » en lettres de sable. Le statut officiel du blason reste à déterminer. |